# Morne Bois Pin
Morne Bois Pin är en bergstopp i Haiti.   Den ligger i departementet Sud-Est, i den södra delen av landet, 24 km sydost om huvudstaden Port-au-Prince. Toppen på Morne Bois Pin är 2 249 meter över havet, eller 68 meter över den omgivande terrängen. Bredden vid basen är 2,4 km. Morne Bois Pin ingår i Massif de la Selle.
Terrängen runt Morne Bois Pin är bergig åt sydväst, men åt nordost är den kuperad. Runt Morne Bois Pin är det tätbefolkat, med 383 invånare per kvadratkilometer. Närmaste större samhälle är Pétionville, 18,8 km norr om Morne Bois Pin. Trakten runt Morne Bois Pin består i huvudsak av gräsmarker.